# La Fuensanta (Albacete)
La Fuensanta es una localidad española del municipio de Peñas de San Pedro, perteneciente a la provincia de Albacete, en la comunidad autónoma de Castilla-La Mancha.

## Historia
Hacia mediados del siglo XIX, el lugar, ya por entonces perteneciente a Peñas de San Pedro, tenía contabilizadas 17 casas. Aparece descrito en el octavo volumen del Diccionario geográfico-estadístico-histórico de España y sus posesiones de Ultramar de Pascual Madoz de la siguiente manera:

FUEN SANTA: ald. en la prov. de Albacete, part. jud. de Chinchilla, térm. jurisd. de Peñas de San Pedro: sit. al O. de esta pobl. de la que dista 3/4 de leg. tiene 17 casas habitadas por igual número de vecinos todos labradores.
(Madoz, 1847, p. 206)

En 2022, tenía empadronados 19 habitantes.